# Gauliga Sachsen 1944/45
De Gauliga Sachsen 1944/45 was het twaalfde en laatste voetbalkampioenschap van de Gauliga Sachsen. Omwille van het nakende einde van de Tweede Wereldoorlog werden de groepen opgesplitst rond de grote steden, maar het kampioenschap werd niet voltooid. Na de oorlog werd de Gauliga ontbonden. 

## Eindstand

### Groep Dresden

#### Groep 1
- Guts Muts Dresden
- Dresdner SC
- Sportfreunde Dresden
- KSG SpVgg/Südwest Dresden
- VfB 03 Dresden
- SV 03 Riesa

#### Groep 2
- Bautzener SC
- TV Dresden-Gruna
- SC 04 Freital
- TV 1846 Meißen
- Reichsbahn SG Dresden (tijdens het seizoen teruggetrokken)
- VfB Kamenz (tijdens het seizoen teruggetrokken)

### Groep Leipzig

#### Groep 1
- SV Brandis
- SV Groitzsch
- KSG TuRa/SpVgg Leipzig
- TuB Leipzig
- VfB Leipzig
- VfB Zwenkau/LSV Leipzig

#### Groep 2
- SV Borna
- ATV Sportfreunde Markranstädt
- Sportfreunde Neukieritzsch
- SV Fortuna Leipzig
- KSG SV/Arminia Leipzig
- SC Wacker Leipzig

### Groep Chemnitz

#### Groep 1
- SG Ordnungspolizei Chemnitz
- Preußen Chemnitz
- Viktoria Einsiedel
- TV Erfenschlag
- BC Hartha
- KSG Germania Mittweida/Mittweidaer BC

#### Groep 2
- Chemnitzer BC
- SV 1901 Chemnitz
- Döbelner SC
- SV Grüna
- SC Limbach
- Germania Schönau

### Groep Westsachsen-Zwickau
- SG Lauter
- Teutonia Netzschkau
- Planitzer SC
- TSG Wilkau-Hasslau
- SG Zwickau
- VfL Zwickau